# Mauro Ribeiro
Mauro Ribeiro (Curitiba, 19 de juliol de 1964) és un ciclista brasiler, ja retirat, que fou professional entre el 1986 i el 1994. En el seu palmarès destaca una victòria d'etapa al Tour de França de 1991.
El 1991, en la seva única participació en el Tour de França, aconseguí el que fou el seu principal triomf esportiu, en guanyar la novena entre Alençon i Rennes. D'aquesta manera es convertia en el primer ciclista brasiler, en guanyar una etapa al Tour de França. També fou el primer brasiler en acabar la cursa francesa.

## Palmarès
- 1982
  -  Campió del món júnior en Puntuació
- 1985
  - 1r al Cinturó a Mallorca
- 1988
  - 1r al Premi de l'Amistat
- 1990
  - Vencedor d'una etapa de la París-Niça
- 1991
  - 1r a Brenon
  - Vencedor d'una etapa del Tour de França
  - Vencedor d'una etapa de la Ruta del Sud

### Resultats al Tour de França
- 1991. 47è de la classificació general. Vencedor d'una etapa

### Resultats a la Volta a Espanya
- 1991. Abandona